# Adolf Heer
Adolf Heer, né le 13 septembre 1849 à Vöhrenbach (Forêt-Noire) et mort le 29 mai 1898 à Karlsruhe, est un sculpteur allemand surtout connu pour sa statue équestre de l'empereur Guillaume à Karlsruhe.

## Biographie
Adolf Heer est le fils du sculpteur Joseph Heer et grandit à Vöhrenbach dans la Forêt-Noire. Il est le troisième au sein d'une fratrie de dix, dont quatre meurent dans l'enfance. Son père et son oncle, Carl Heer, lui apprennent le métier dans leur atelier commun. Ce sont eux qui ont décoré par exemple en 1768 les cryptes de l'église Saint-Pierre .
Il étudie ensuite à l'École des arts de Nuremberg (de 1867 environ jusqu'en 1871), à  Berlin à l'atelier de Rudolf Siemering et auprès d'Alexander Calandrelli, puis à l'Académie des arts (de 1871 environ jusqu'en 1873). Il travaille deux ans à Dresde auprès d'Adolf Breymann (de) (1873-1875). De 1877 à 1880, il demeure à Rome, où il a la chance d'étudier in situ les grands antiques.
En 1881, il est nommé professeur à l'École des arts et métiers de Karlsruhe, poste qu'il assume jusqu'à sa mort. Son successeur est Fridolin Dietsche (de).

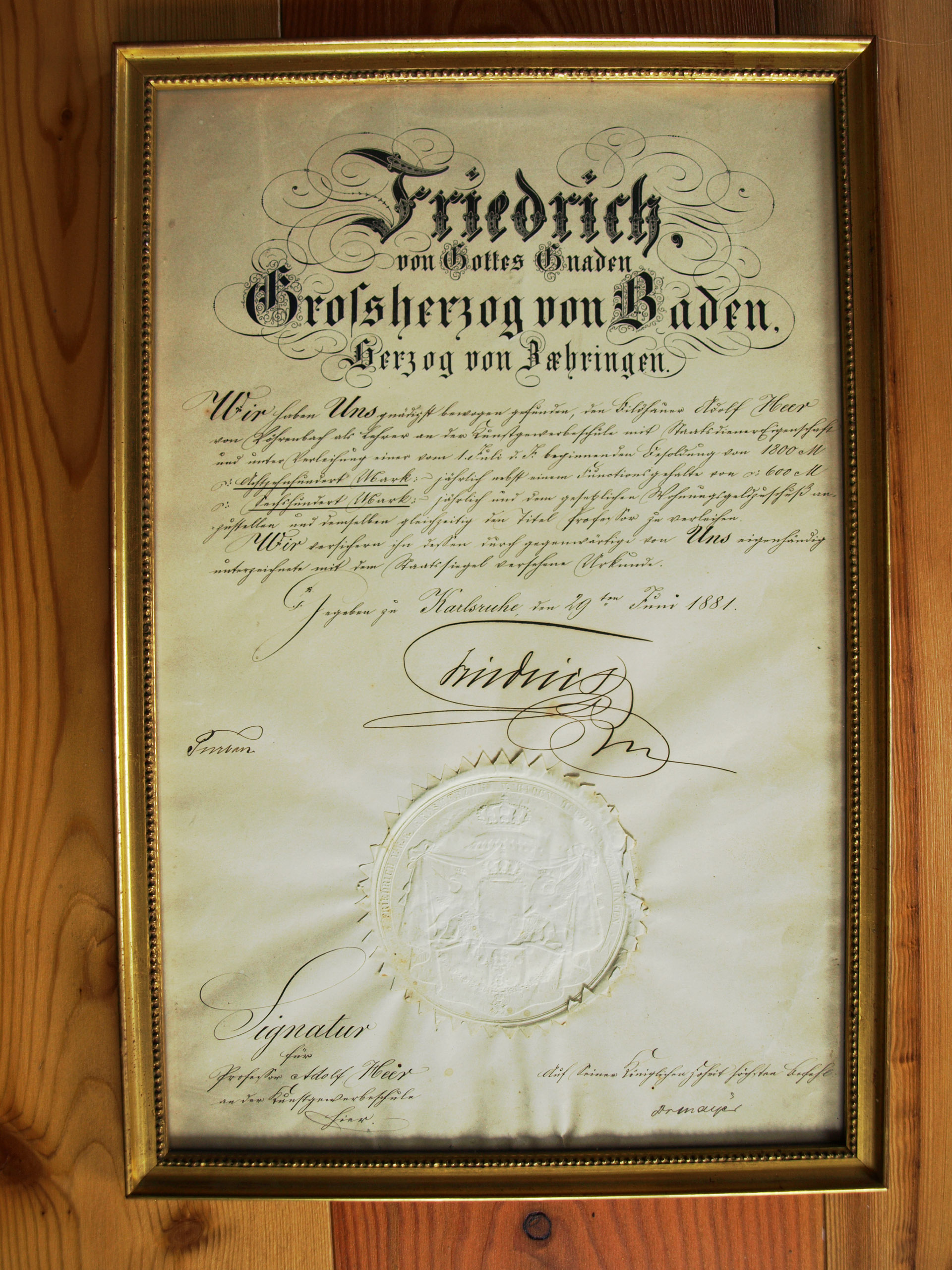
1881, certificat d'honoraires pour la statue du grand-duc Frédéric de Bade à Adolf Heer
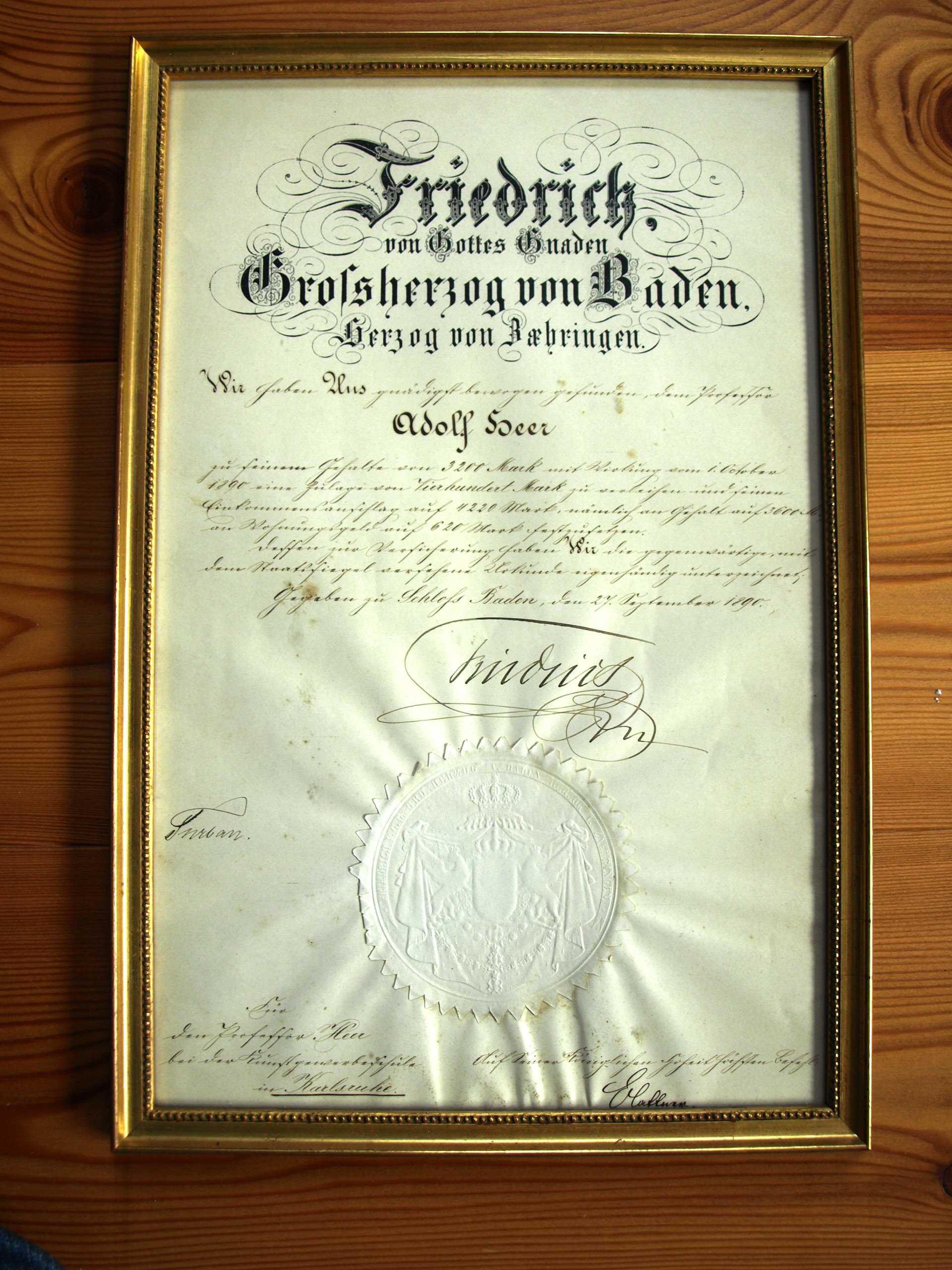
1890, certificat d'honoraires pour la statue du grand-duc Frédéric de Bade à Adolf Heer

## Quelques œuvres
- Baden-Baden:

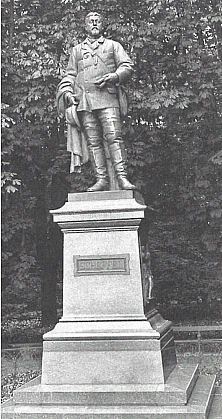
Monument de Scheffel à Heidelberg (1891).

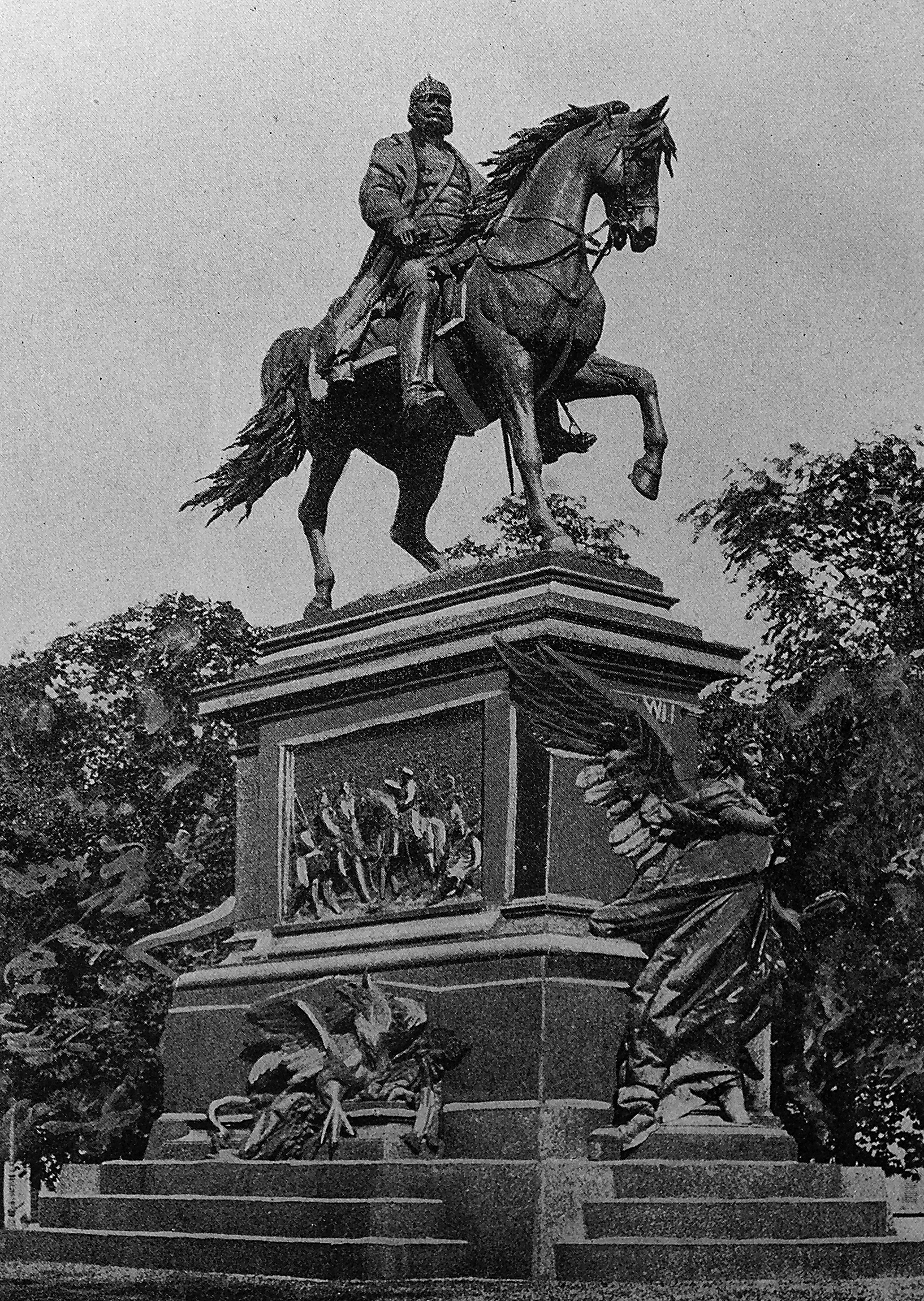
Monument de Guillaume Ier (Karlsruhe) (1897).

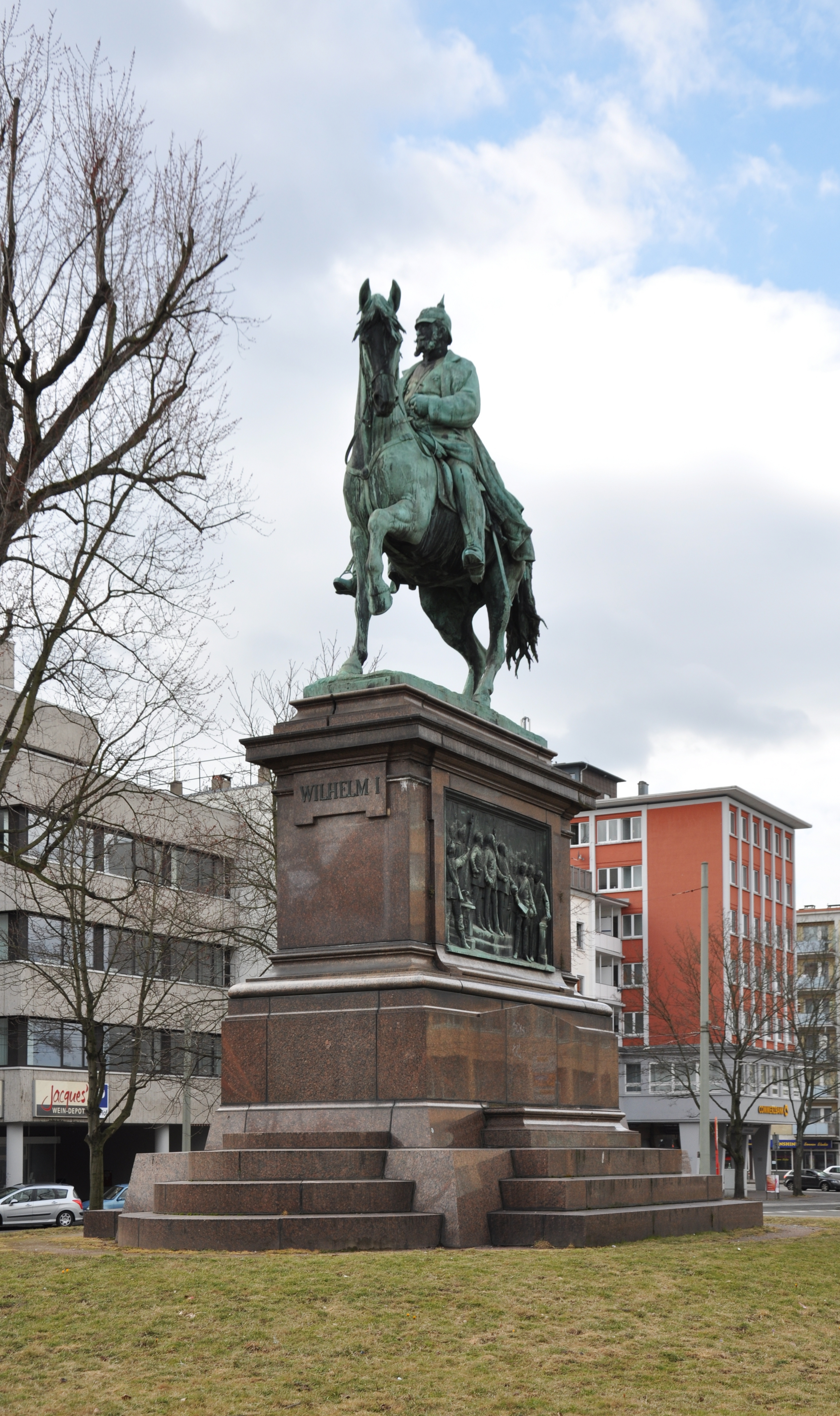
Monument de Guillaume Ier en février 2012.

  - Figures décoratives du monument de l'impératrice Augusta (détruites en 1963 par une excavatrice)
- Donaueschingen:
  - Groupe sculpté dominant la source du Danube: La Mère Baar qui montre le chemin à sa fille Danube.
- Heidelberg:
  - Monument de Scheffel (1891), fondu pendant la Seconde Guerre mondiale
  - Statues au nouvel hôtel de ville
  - Buste de Georg Gottfried Gervinus (Bergfriedhof)
  - Statues de bronze La Science et la Renommée pour l'aula de l'université
- Karlsruhe:
  - Figures allégoriques La Joie et la Renommée au portail Nord de la salle des Fêtes  (détruites pendant la Seconde Guerre mondiale)
  - Sépulture de Joseph Victor von Scheffel
  - Statue équestre de l'empereur Guillaume sur la Kaiserplatz (1890-1897)
- Neudingen:
  - Deux anges à la crypte des Princes de Maria-Hof
- Osnabrück:
  - Statue équestre de l'empereur Guillaume Ier (1898), fondue pendant la Seconde Guerre mondiale
- Buste d'une inconnue (la sœur ou une parente de Heer)
- Buste de Josef Viktor von Scheffel
- Participation significative à deux figures d'anges pour le mausolée du prince Albert (commandé par la reine Victoria)
- Pierre tombale de son cousin le peintre Johann Baptist Kirner